# 北海道道998号古平神惠内线
北海道道998号古平神惠内线（日语：北海道道998号古平神恵内線）是一条连结北海道古平町和神惠内村的普通道级道路（北海道道）。将積丹半島横向分段开。

## 路線概要
- 起点：北海道古平郡古平町大字滨町（＝国道229号交点）
- 終点：北海道古宇郡神惠内村大字神惠内村川向（＝国道229号交点）
- 总長：32.0千米

## 通過的自治体
- 后志综合振兴局
  - 古平郡古平町
  - 古宇郡神惠内村

## 主要接续道路
- 古平町
  - 国道229号
  - 北海道道569号蕨台古平线＝大字滨町六志内
- 神惠内村
  - 国道229号

## 歴史
- 1982年3月29日 路線勘定。

该线路过去曾是国道229号。经过積丹町路线的变更过后降格为道道（道级道路）。

## 隧道
- 六志内隧道（215米）
- 清川隧道（455米）
- 神惠内隧道（283米）

## 其他

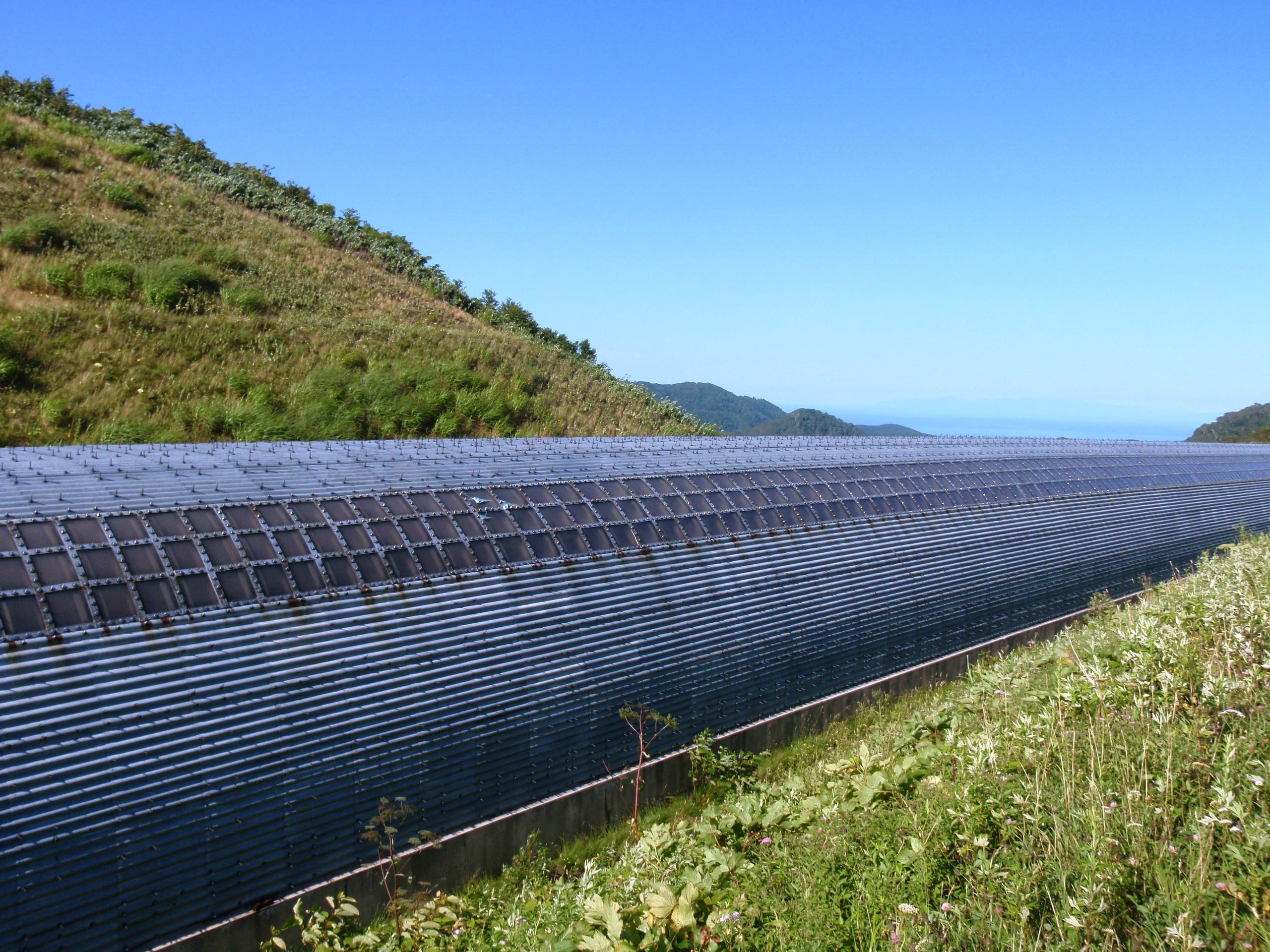
被雪灾避难所包覆的当丸峠部分

- 古平町和神惠内村的边界附近被叫做当丸峠，1968年開通。
- 然而，相较于其他线路更常因暴风雪和雪崩而关闭交通。